# Cchinvali
Cchinvali (osetsky Цхинвал, Cchinval; gruzínsky ცხინვალი, Cchinvali) je hlavní město a jediné větší sídlo separatistické republiky Jižní Osetie v severní Gruzii. Město leží v údolí řeky Didi Liachvi (Velká Liachvi), levého přítoku Kury, 90 km severozápadně od Tbilisi. Cchinvali má 33 700 obyvatel (odhad 2005) a je průmyslovým střediskem Jižní Osetie – nacházejí se zde menší podniky elektrotechnické, dřevařské, potravinářské, textilní a chemické. Mezi lety 1934 a 1961 neslo město na počest sovětského vůdce J. Stalina jméno Staliniri.

## Název
Název Cchinvali je odvozen z gruzínského slova Krcchinvali (ქრცხინვალი, „země habrů“), což je také historické jméno města. 

## Historie

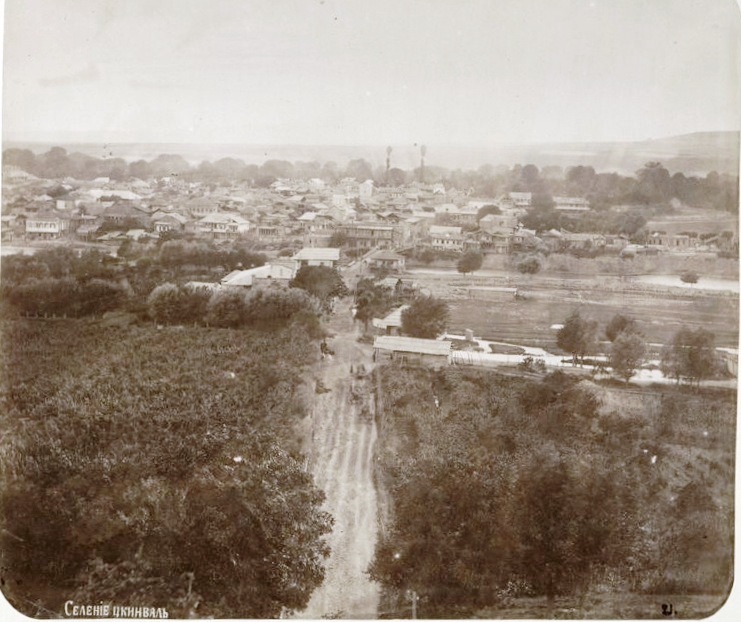
Pohled na Cchinvali v roce 1886

Okolí moderního Cchinvali bylo osídleno již v době bronzové. Nalezená sídliště a archeologické artefakty z té doby jsou jedinečné, protože odráží vliv jak iberské (východní Gruzie) tak kolchidské (západní Gruzie) kultury se sarmatskými prvky.
Poprvé byla osada zmíněna v gruzínských pramenech v roce 1392.
Po staletí bylo Cchinvali jen nevelkou osadou, větší růst zaznamenalo až v 19. století po připojení Zakavkazska k Ruskému impériu, kdy tudy procházela důležitá silnice. Sovětský komunistický režim byl ve městě zaveden v březnu 1921 po vpádu Rudé armády. V roce 1922 bylo město ustaveno hlavním městem Jihoosetinské autonomní oblasti v rámci Gruzínské sovětské socialistické republiky. 
V roce 1940 byla dokončena železniční trať z Gori.
V dobách rozpadu SSSR, kdy všeobecně vzrůstaly nacionalistické nálady, se od roku 1989 vynořily snahy jihoosetinského obyvatelstva o připojení k Severní Osetii (dnes autonomní součásti Ruské federace), které nakonec v letech 1990 až 1992 vyústily do krvavých střetů mezi osetinskými separatisty, podporovanými Ruskem, a gruzínskou vládou. Během bojů bylo Cchinvali, ležící při samém jižním pomezí Osetie, značně poškozeno a mnoho etnických Gruzínů, tvořících před válkou 16 % obyvatelstva, město opustilo. Od roku 1992 do roku 2008 pak panovalo v oblasti příměří, narušené krátce pouze v létě 2004.
Dne 8. srpna 2008 ohlásila Gruzie, že její vojenské jednotky vstoupily po celonočním bombardování do města, aby „na území separatistické republiky obnovily ústavní pořádek“. Po intenzivních bojích následně protiútokem obsadila město 10. srpna ruská armáda, která gruzínské jednotky vytlačila. Velká část města byla zničena, vedení separatistické republiky i většina civilistů uprchla a na ulicích se nacházela mrtvá těla.  Poté město opět začalo sloužit jako sídlo jihoosetinské vlády; škody způsobené válkou již byly opraveny. Ve městě se nachází početná ruská vojenská posádka.

## Židovská čtvrť
Židovská čtvrť je jednou z nejmalebnějších částí Starého Cchinvali, kde od středověku žili řemeslníci a obchodníci, etničtí Židé. V roce 1992 tvořili Židé 36,3 % obyvatel města.
S vypuknutím gruzínsko-osetinského konfliktu v roce 1991 většina Židů města opustila spolu s gruzínskými uprchlíky. Během bojů v roce 1992 byly vážně poškozeny budovy v židovské čtvrti včetně místní synagogy. V srpnu 2008 byla v důsledku ostřelování židovská čtvrť značně poškozena. Bývalý ekonomický poradce prezidenta Ruské federace Andrej Illarionov, který v říjnu 2008 navštívil ruiny židovské čtvrti, uvedl, že tato část města na něho působila jako dlouho opuštěné místo. Podle Illarionova pozorování rostou přímo uprostřed ruin domů keře a stromy vysoké až několik metrů.

## Doprava
Železniční komunikace přestala se začátkem prvního gruzínsko-osetinského konfliktu na počátku 90. let.
I přes malý počet obyvatel (46 tisíc lidí v roce 1989) byla v Cchinvali 25. června 1982 otevřena trolejbusová doprava na trase: „Textilní továrna - Nádraží - Náměstí hrdinů“. V prosinci 1990 byla trolejbusová doprava ukončena a nikdy nebyla obnovena.
V současném Cchinvali je autobusová doprava (každých 10–15 minut) a taxi služby. Vozový park městského autobusu představují ojetá vozidla LiAZ-5256, která byla darována Ruskem po válce v roce 2008 a dříve jezdila v Moskevské oblasti. Všechny trasy městské, meziměstské a mezinárodní autobusové dopravy obsluhuje státní jednotný podnik Oddělení silniční dopravy Jižní Osetie.

## Velvyslanectví zemí světa
V Cchvinvali působí velvyslanectví těchto států:
- Rusko
- Abcházie
- Venezuela
- Nikaragua
- Nauru

## Partnerská města
- Tiraspol, Moldavsko
- Suchumi, Gruzie (2006)
- Archangelsk, Rusko (2009)
- Vladikavkaz, Rusko (2010)
- Saratov, Rusko (2010)
- Sergijev Posad, Rusko (2012)
- Vladivostok, Rusko (2021)
- Čerkesk, Rusko (2022)